# ジェラルド・R・モーレン
ジェラルド・R・モーレン（Gerald Robert Molen、1935年1月6日 - ）は、アメリカ合衆国の映画プロデューサーである。スティーヴン・スピルバーグの作品に多く関わり、彼が監督した『シンドラーのリスト』を製作したことによりアカデミー作品賞を受賞した。

## 生い立ちとキャリア
モンタナ州グレートフォールズで生まれる。モンタナ州を去ったあとはカリフォルニア州ノースハリウッドで育った。
スティーヴン・スピルバーグ監督作品では『フック』、『シンドラーのリスト』、『ジュラシック・パーク』、『ロスト・ワールド/ジュラシック・パーク』、『マイノリティ・リポート』を製作した。またスピルバーグ製作総指揮作品である『キャスパー』、『ツイスター』にも参加している。
2012年アメリカ合衆国大統領選挙期間中には、バラク・オバマ関するドキュメンタリー映画『2016: Obama's America』を公開した。
俳優としてのキャリアもあり、その場合の名義はジェリー・モーレンとしている。

## フィルモグラフィ
- ニューヨーク東8番街の奇跡 *batteries not included (1987) アソシエイトプロデューサー
- 再会の街/ブライトライツ・ビッグシティ Bright Lights, Big City (1988) 製作総指揮
- レインマン Rain Man (1988) 共同製作・出演
- デイズ・オブ・サンダー Days of Thunder (1990) 製作総指揮・出演
- フック Hook (1991) 製作
- シンドラーのリスト Schindler's List (1993) 製作
- ジュラシック・パーク Jurassic Park (1993) 製作・出演
- フリントストーン/モダン石器時代 The Flintstones (1994) 製作総指揮
- ちびっこギャング The Little Rascals (1994) 製作総指揮
- リトル・ジャイアンツ Little Giants (1994) 製作総指揮
- キャスパー Casper (1995) 製作総指揮
- トリガー・エフェクト The Trigger Effect (1996) 製作総指揮
- ツイスター Twister (1996) 製作総指揮
- アミスタッド Amistad (1997) 出演
- ロスト・ワールド/ジュラシック・パーク The Lost World: Jurassic Park (1997) 製作
- 幸せになるための恋の手紙 The Other Side of Heaven (2001) 製作・出演
- キャッチ・ミー・イフ・ユー・キャン Catch Me If You Can (2002) 出演
- マイノリティ・リポート Minority Report (2002) 製作
- ポリネシアの伝説 〜少年は海を渡る〜 The Legend of Johnny Lingo (2003) 製作
- Beyond the Blackboard (2011) テレビ映画、製作総指揮
- 2016: Obama's America (2012) 製作総指揮